# Лаалу, Амин
Амин Лаалу (араб. أمين لعلو‎; род. 13 мая 1982, Сале) — марокканский легкоатлет, специалист по бегу на средние дистанции. Выступал за сборную Марокко по лёгкой атлетике в 1999—2015 годах, серебряный призёр чемпионата Африки, чемпион Средиземноморских игр, Игр исламской солидарности и Франкофонских игр, участник двух летних Олимпийских игр.

## Биография
Амин Лаалу родился 13 мая 1982 года в городе Сале, Марокко.
Впервые заявил о себе в лёгкой атлетике на международном уровне в сезоне 1999 года, когда вошёл в состав марокканской сборной и выступил в беге на 800 метров на юношеском мировом первенстве в Быдгоще.
В 2000 году бежал 800 метров на юниорском мировом первенстве в Сантьяго, дошёл до полуфинала.
В 2001 году в той же дисциплине выиграл серебряную медаль на юниорском африканском первенстве.
В 2003 году среди прочего отметился выступлением на чемпионате мира в Париже.
В 2004 году занял четвёртое место на чемпионате мира в помещении в Будапеште. Благодаря череде успешных выступлений удостоился права защищать честь страны на летних Олимпийских играх в Афинах, где в дисциплине 800 метров остановился на стадии полуфиналов. Также в этом сезоне стал седьмым на Всемирном легкоатлетическом финале в Монако и третьим на Панарабских играх в Алжире.
В 2005 году победил на Играх исламской солидарности в Мекке, взял бронзу на Средиземноморских играх в Альмерии, дошёл до полуфинала на чемпионате мира в Хельсинки.
В июле 2006 года на международном турнире Golden Gala в Риме превзошёл всех соперников и установил ныне действующий рекорд Марокко в беге на 800 метров на открытом стадионе — 1:43.25. Также в этом сезоне выступил на чемпионате мира в помещении в Москве, показал седьмой результат на Всемирном легкоатлетическом финале в Штутгарте.
На чемпионате мира 2007 года в Осаке занял итоговое седьмое место, на Всемирном легкоатлетическом финале в Штутгарте — четвёртое.
В 2008 году бежал 800 метров на чемпионате мира в помещении в Валенсии, остановился в полуфинале на Олимпийских играх в Пекине, стал пятым на Всемирном легкоатлетическом финале в Штутгарте.
В 2009 году в дисциплине 800 метров одержал победу на Средиземноморских играх в Пескаре и на Франкофонских играх в Бейруте. На чемпионате мира в Берлине был пятым и десятым — на дистанциях 800 и 1500 метров соответственно.
В 2010 году стал пятым на чемпионате мира в помещении в Дохе, получил серебро на чемпионате Африки в Найроби, был лучшим на Мемориале братьев Знаменских в Жуковском и на Континентальном кубке IAAF в Сплите.
В 2011 году бежал 1500 метров на чемпионате мира в Тэгу, не смог пройти дальше полуфинальной стадии.
В 2012 году в 1500-метровом беге занял девятое место на чемпионате мира в помещении в Стамбуле. Лаалу должен был стартовать на Олимпийских играх в Лондоне, однако буквально в день старта 3 августа его уличили в нарушении антидопинговых правил — в его пробе обнаружили следы фуросемида, мочегонного средства, которое может быть применено для скрытия использованных запрещённых веществ. Международная ассоциация легкоатлетических федераций отстранила его от участия в соревнованиях на два года.
По окончании срока дисквалификации в 2015 году Амин Лаалу возобновил спортивную карьеру и принял участие в нескольких крупных международных стартах.
В апреле 2016 года его вновь обвинили в использовании допинга, на сей рез тест дал положительный результат на эритропоэтин — с учётом рецидива спортсмена приговорили к 8 годам отстранения.